# Benjamín Olo
Benjamín Olo (* 30. April 1985 in Äquatorialguinea) ist ein ehemaliger äquatorialguineischer Fußballspieler auf der Position eines Torhüters. Er war zuletzt für CD Elá Nguema und die äquatorialguineische Fußballnationalmannschaft aktiv.

## Karriere

### Verein
Seine Vereinskarriere begann Olo in seiner äquatorialguineischen Heimat, wo er ab dem Jahr 2005 im Kader des Hauptstadtklubs CD Elá Nguema stand. Ob er dem Verein bereits davor angehörte, ist aus den Quellen hingegen nicht ersichtlich. Einen Titel gewann er bis zur Saison 2006 mit der Mannschaft um Mittelfeldspieler Juan Simeón Esono und Verteidiger Bertrand Babemo jedoch nicht. Ob er seine Karriere nach Ablauf der Saison 2006 beendete, weiterhin im Kader von CD Elá Nguema verblieb oder zu einem anderen Verein wechselte und dort seine Karriere fortführte, ist nicht bekannt.

### Nationalmannschaft
Sein Debüt für die äquatorialguineische Fußballnationalmannschaft gab Olo am 13. Oktober 2002, im Rahmen der Qualifikation zur Afrikameisterschaft 2004 unter dem damaligen Trainer Francisco Nsi Nchama, gegen die Mannschaft aus Marokko (5:0). Hier wurde er nach 4 Gegentoren in der ersten Halbzeit, bereits in der 46. Minute durch den ebenfalls in dieser Partie debütierenden Silvestre Ecolo ersetzt. Erst ein Jahr später wurde er durch den neuen Trainer Óscar Engonga wieder in das Aufgebot der Nationalmannschaft berufen und nahm an der Seite von Juvenal, Iván Zarandona und Stürmer Rodolfo Bodipo an der Qualifikation zur Fußball-Weltmeisterschaft 2006 teil. Im Rahmen deren, bestritt Olo am 16. November 2003 gegen die Mannschaft aus Togo (2:0) seinen letzten Einsatz im Trikot der Nzalang Nacional. Hierbei übernahm er allerdings nicht die Position des im Tor stehenden Silvestre Ecolo, sondern wurde in der 84. Minute für Mittelfeldspieler Iván Zarandona eingewechselt.